# Eupithecia praealta
Eupithecia praealta is een vlinder uit de familie spanners (Geometridae). De wetenschappelijke naam is voor het eerst geldig gepubliceerd in 1926 door Eugen Wehrli.
De soort komt voor in Europa.